# 브루노 페체이
브루노 에드문트 페체이(독일어: Bruno Edmund Pezzey, 1955년 2월 3일, 포어아를베르크 주 라우터라흐 ~ 1994년 12월 31일, 티롤 주 인스브루크)는 오스트리아의 전 프로 축구 선수로, 현역 시절 수비수로 활약했다.

## 클럽 경력
오스트리아 역대 최고의 수비수로 손꼽히는 페체이는 고향의 포어아를베르크에서 축구를 시작해 1년 만에 바커 인스브루크로 이적해 2번의 오스트리아 분데스리가 우승과 1번의 ÖFB 컵 우승을 거두었다. 이 최후방 수비수는 1978년에 아인트라흐트 프랑크푸르트로 이적했고, 프랑크푸르트에서 UEFA컵과 DFB-포칼 우승을 경험했다. 이후, 그는 베르더 브레멘에서 4년을 보냈지만, 한 번의 우승도 거두지 못했고,(리그에서 2번 준우승을 거둔 것이 최고 성과였다) 1987년에 인스브루크로 복귀해 리그를 2번, 컵대회를 1번 더 우승했다.

## 국가대표팀 경력
페체이는 1975년 6월에 체코슬로바키아전에서 오스트리아 국가대표팀 신고식을 치렀고, 1978년과 1982년에 2차례 월드컵에 참가했다. 후자의 대회에, 그는 마드리드의 비센테 칼데론에서 열린 북아일랜드와의 2차 조별 리그 경기에서 오스트리아의 첫 골 주인공이 되었다. 그는 84번의 국가대표팀 경기에 출전해 9골을 기록했고, 그는 2024년을 기준으로 프리드리히 콘칠리아와 율리안 바움가르틀링거와 함께 오스트리아 국가대표팀 공동 최다 출전 8위에 이름을 올리고 있다. 그의 마지막 국가대표팀 출전 경기는 1990년 8월에 열린 스위스와의 친선경기였다.

## 최후와 유산
페체이는 1994년 신년전야, 아이스하키 경기를 관전한 후 40번째 생일을 몇 주 앞두고 인스브루크의 병원에서 심정지로 영면에 들었다. 그는 유족으로 배우자와 두 딸을 두었다. 그의 유소년 시절 구단이었던 라우터라흐는 그를 기리기 위해 훈련장에 그의 이름을 붙였다.

## 수상
바커 인스브루크
- 오스트리아 분데스리가: 1974–75, 1976–77
- ÖFB 컵: 1974–75

아인트라흐트 프랑크푸르트
- UEFA컵: 1979–80
- DFB-포칼: 1980–81

스바로프스키 티롤
- 오스트리아 분데스리가: 1988–89, 1989–90
- ÖFB 컵: 1988–89

개인
- 스포츠 이데알 유럽 모범 11인: 1979[7]